# Ibagué
Ibagué là một khu tự quản thuộc tỉnh Tolima, Colombia. Thủ phủ của khu tự quản Ibagué đóng tại Ibagué Khu tự quản Ibagué có diện tích 1440 ki lô mét vuông. Đến thời điểm ngày 28 tháng 5 năm 2005, khu tự quản Ibagué có dân số 365136 người.